# Nobadowie
Nobadowie byli jednym z nomadycznych plemion nubijskich. Wywodzili się najprawdopodobniej z terenów Sudanu Zachodniego lub górnego Nilu. Pod koniec III wieku przybyli do regionu pomiędzy Asuanem a Hierasykaminos. Toczyli walki z plemieniem Blemiów zakończone ostatecznym zwycięstwem za czasów króla Silko w drugiej połowie V wieku. Założyli królestwo Nobatię. W VI wieku królowie nobadyjscy przyjęli chrześcijaństwo.